# Cratere Monge
Monge è un cratere lunare di 36,6 km situato nella parte sud-orientale della faccia visibile della Luna.